# Strictly 4 My N.I.G.G.A.Z.
Strictly 4 My N.I.G.G.A.Z. er det andet studiealbum af rapperen Tupac Shakur, udgivet af Interscope Records den 16. februar 1993. Albummet debuterede som nummer 24 på Billboard 200 listen, og blev også en kommerciel succes.

## Trackliste
Alle sange er skrevet af Tupac Shakur. 
1. . "Holler If Ya Hear Me"
2. . "Pac's Theme" (Interlude)
3. . "Point the Finga"
4. . "Something 2 Die 4" (Interlude)
5. . "Last Wordz" (featuring. Ice Cube & Ice-T)
6. . "Souljah's Revenge"
7. . "Peep Game" (featuring. Deadly Threat)
8. . "Strugglin'" (featuring. Live Squad)
9. . "Guess Who's Back"
10. . "Representin' 93"
11. . "Keep Ya Head Up"
12. . "Strictly 4 My N.I.G.G.A.Z."
13. . "The Streetz R Deathrow"
14. . "I Get Around" (featuring. Shock G & Money-B)
15. . "Papa'z Song" (featuring. Wycked & Poppi)
16. . "5 Deadly Venomz" (featuring. Treach, Apache & Live Squad)